# Gerald Sussman
Gerald Jay Sussman (nacido el 8 de febrero de 1947) es catedrático de Ingeniería Eléctrica del Instituto Tecnológico de Massachusetts (MIT). Se licenció y doctoró en matemáticas en el MIT en 1968 y 1973 respectivamente. Ha participado en la investigación sobre inteligencia artificial (IA) en el MIT desde 1964. Su investigación se ha centrado en la comprensión de las estrategias de resolución de problemas utilizadas por científicos e ingenieros, con el objetivo de automatizar partes del proceso y formalizarlo para proporcionar métodos más eficaces de enseñanza de la ciencia y la ingeniería. Sussman también ha trabajado en lenguajes informáticos, en arquitectura de ordenadores y en diseño de integración a muy gran escala (VLSI).

## Educación
Sussman estudió en el Instituto Tecnológico de Massachusetts y se licenció en matemáticas en 1968. Continuó sus estudios en el MIT y se doctoró en 1973, también en matemáticas, bajo la supervisión de Seymour Papert. Su tesis doctoral se tituló A Computational Model of Skill Acquisition (Un modelo computacional de adquisición de habilidades) y se centró en la inteligencia artificial y el aprendizaje automático, utilizando un modelo de rendimiento computacional denominado HACKER.